# Кандереп (присілок)
Кандереп (рос. Кандереп) — присілок у Болотнинському районі Новосибірської області Російської Федерації.
Входить до складу муніципального утворення Варламовська сільрада. Населення становить 27 осіб (2010).

## Історія
Згідно із законом від 2 червня 2004 року органом місцевого самоврядування є Варламовська сільрада.

## Населення
| 2002 | 2007 | 2010 |
| ---- | ---- | ---- |
| 68   | ↘48  | ↘27  |